# Lijst van personen overleden in juni 2022
Dit is een lijst van bekende personen die zijn overleden in juni 2022.

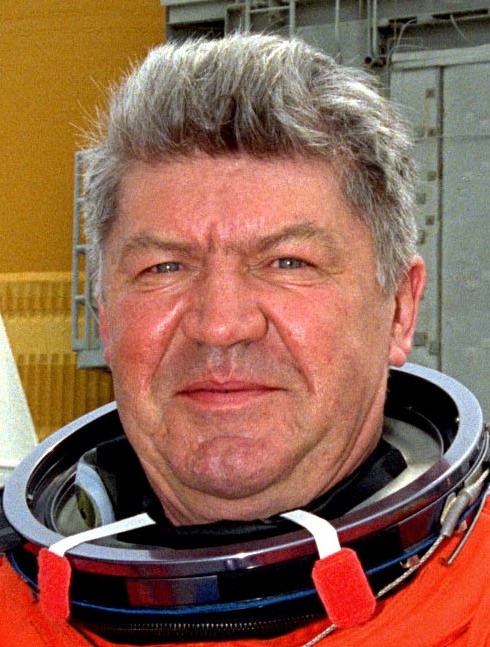
Valeri Rjoemin
6 juni

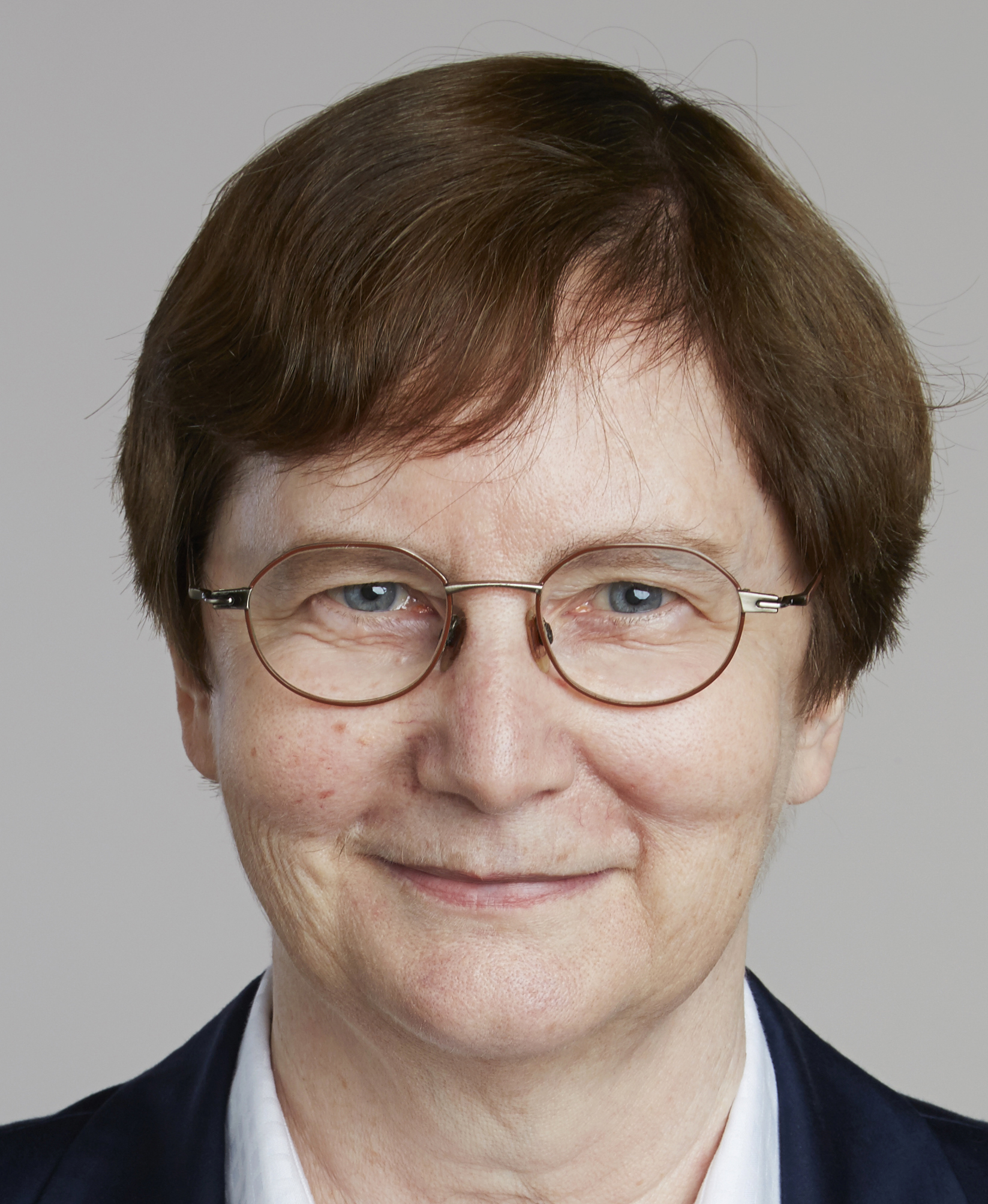
Anne Cutler
7 juni

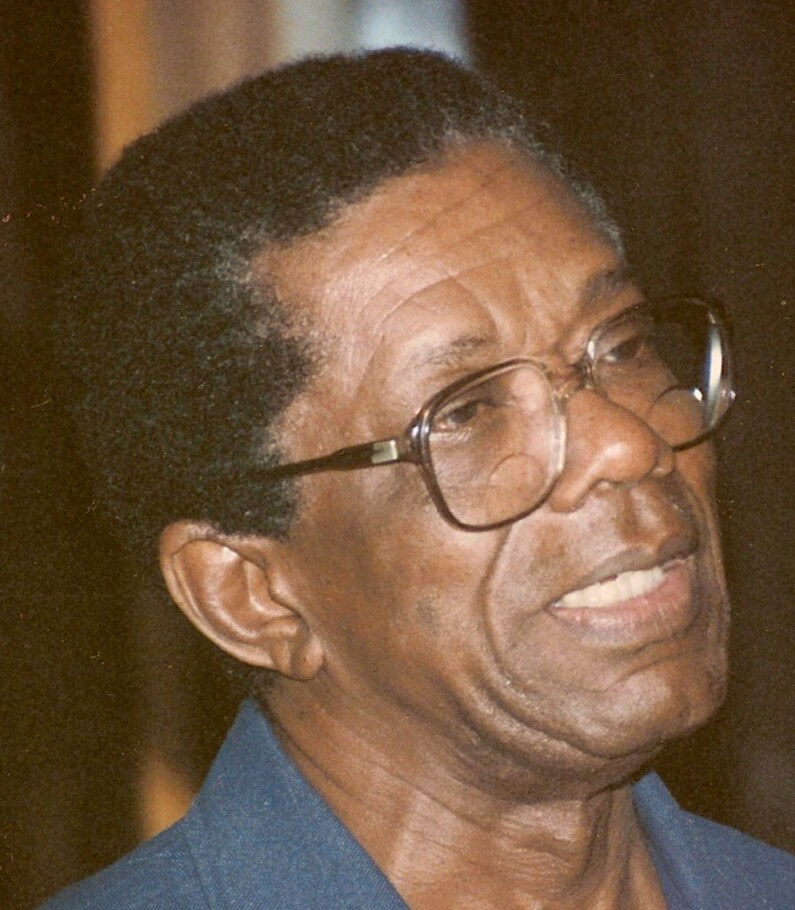
Hein Eersel
11 juni

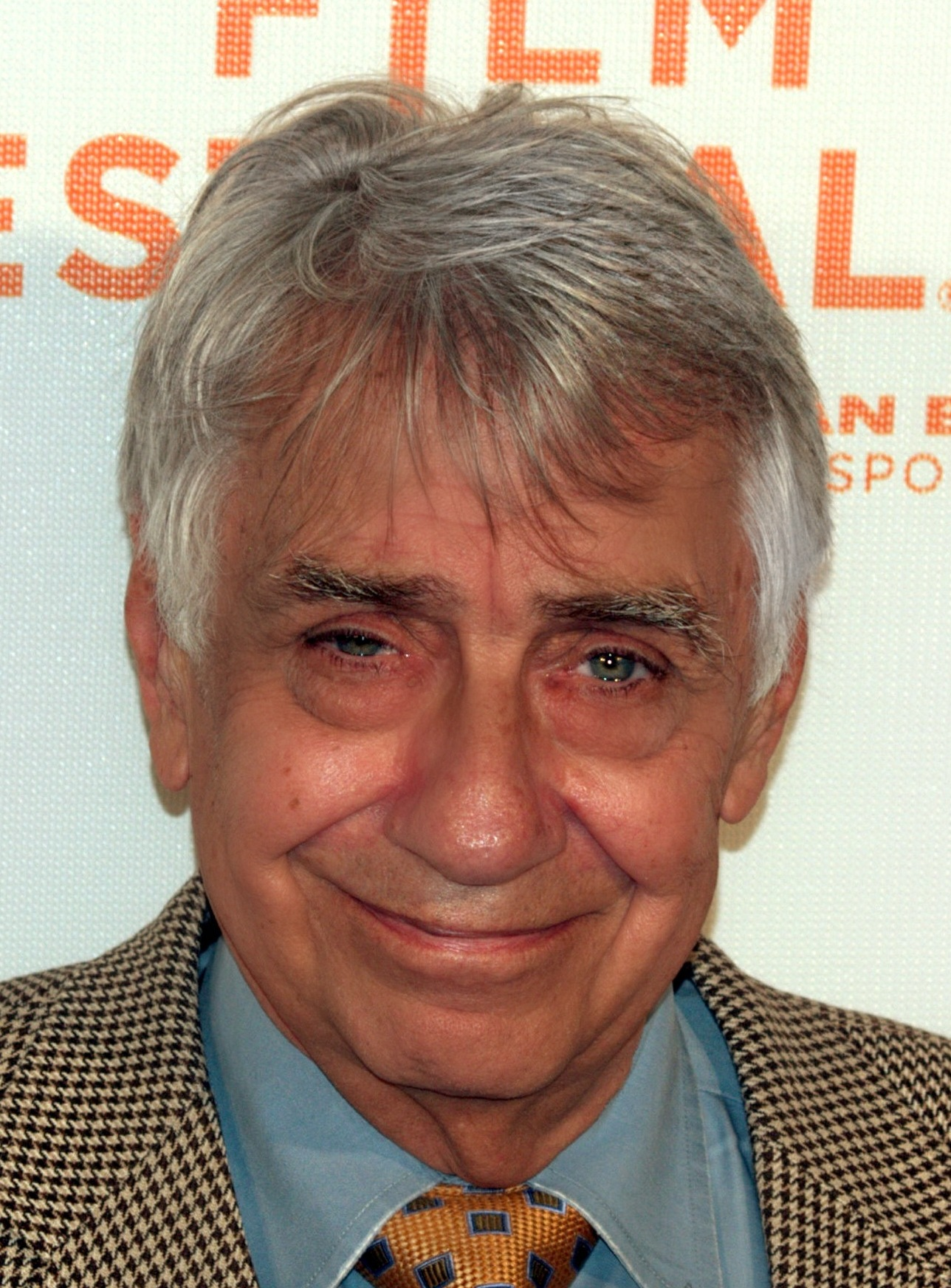
Philip Baker Hall
12 juni

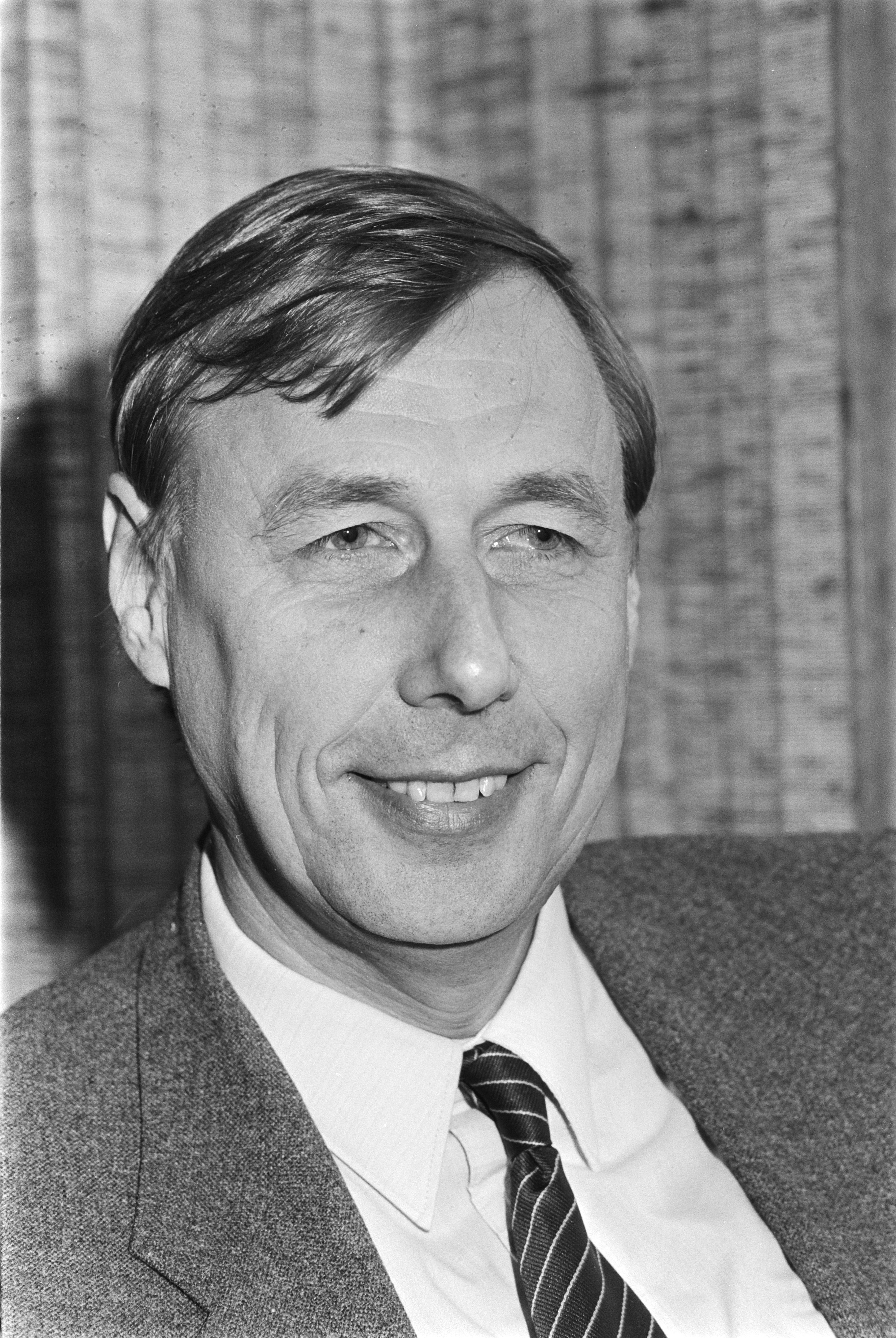
Dick Westendorp
13 juni

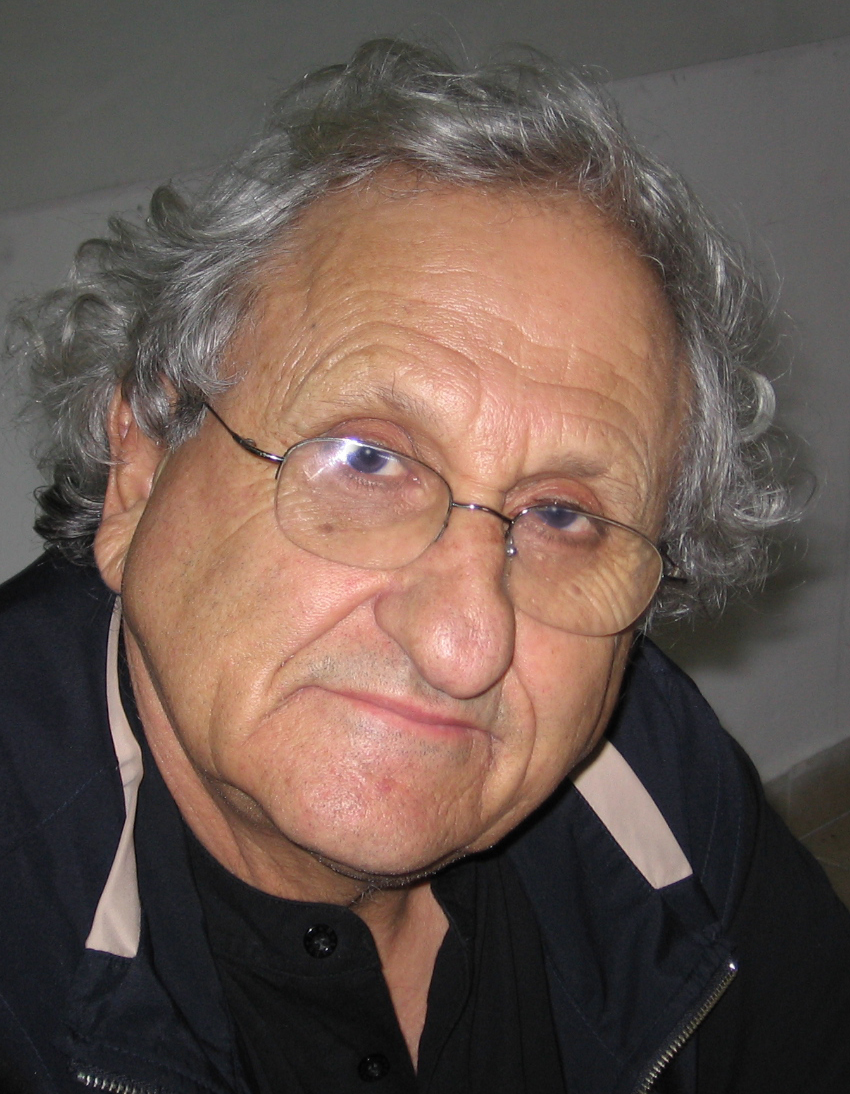
Abraham Yehoshua
14 juni

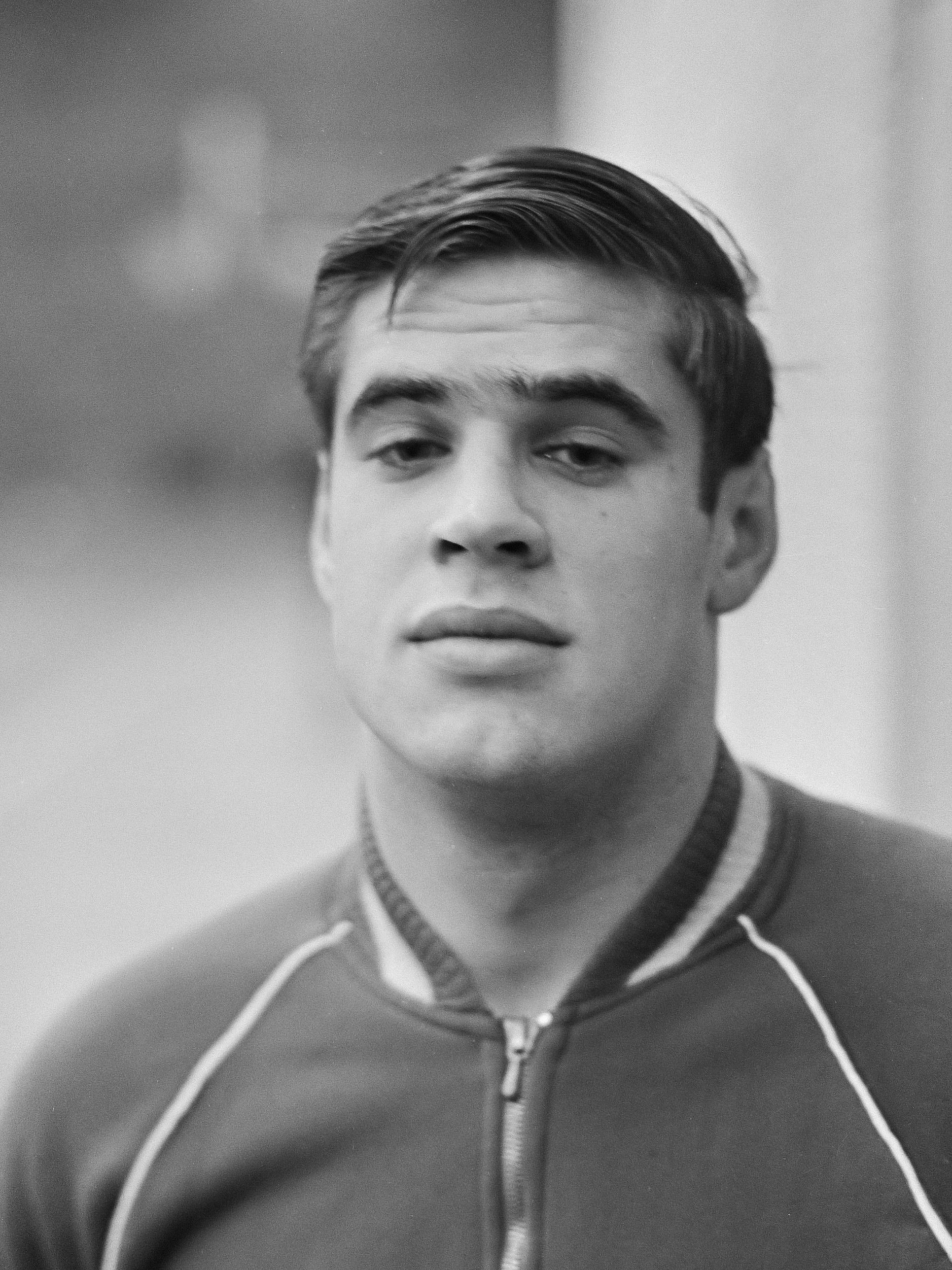
Jan Klijnjan
15 juni

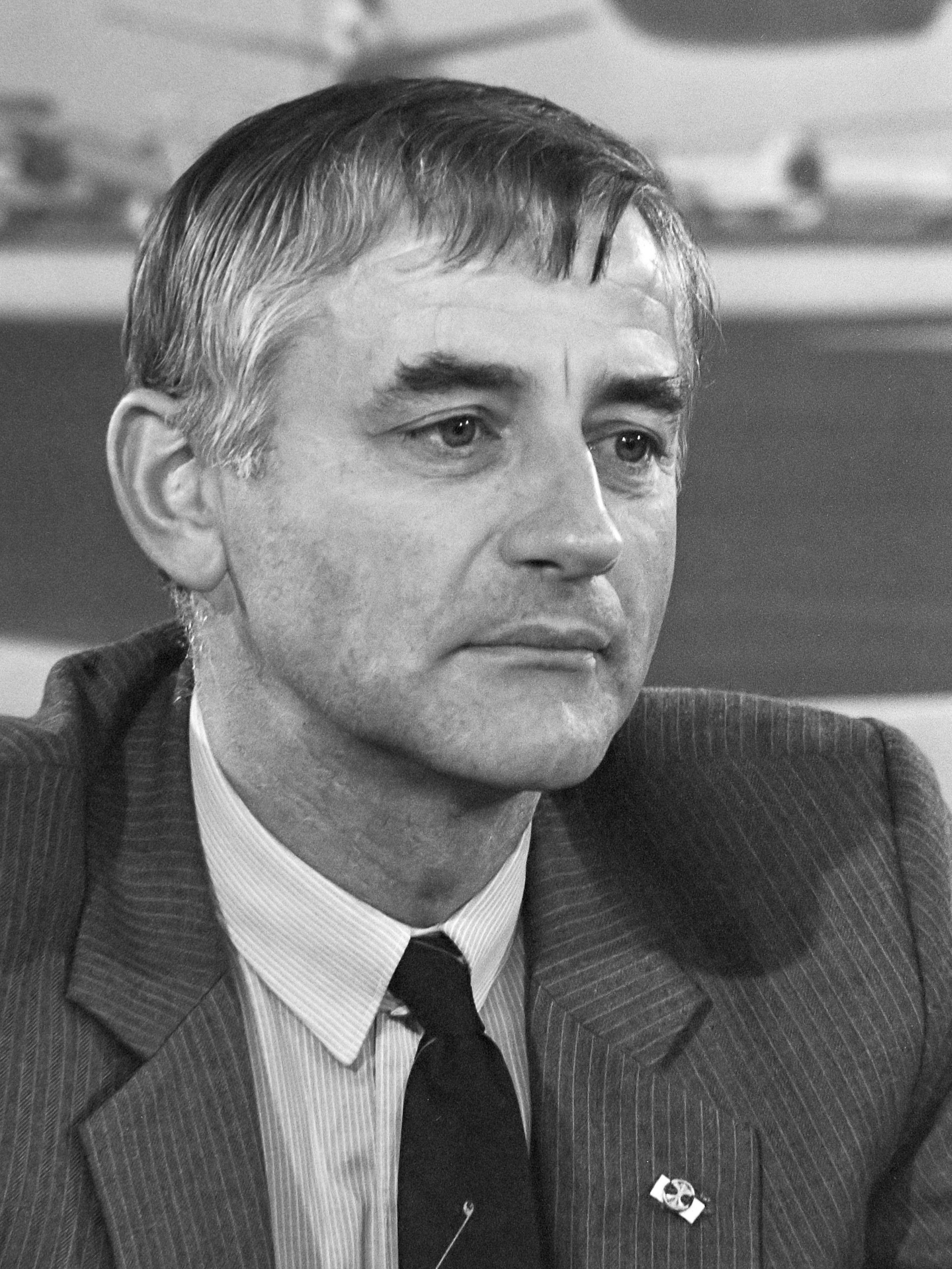
Wim Dik
19 juni

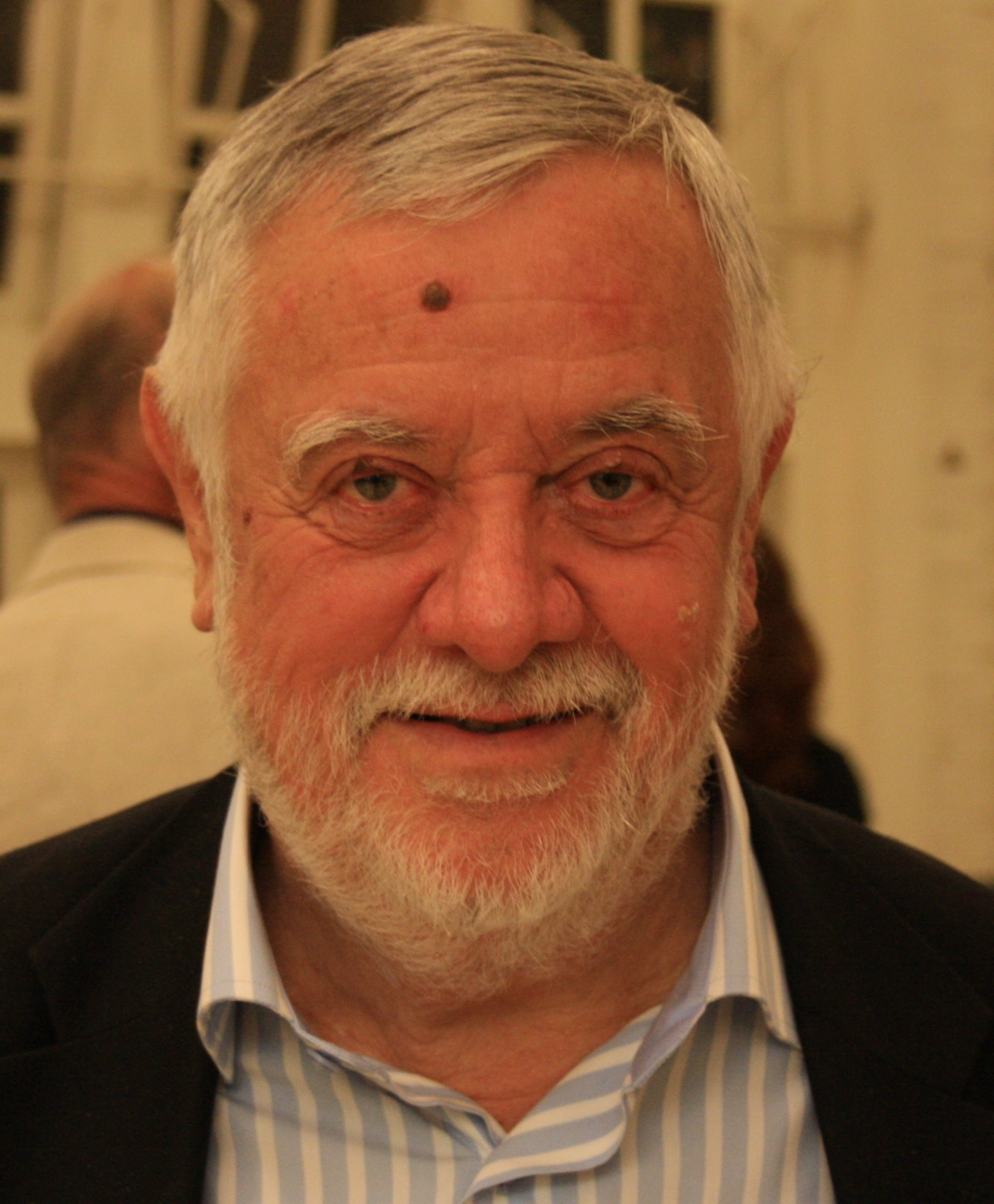
Yves Coppens
22 juni

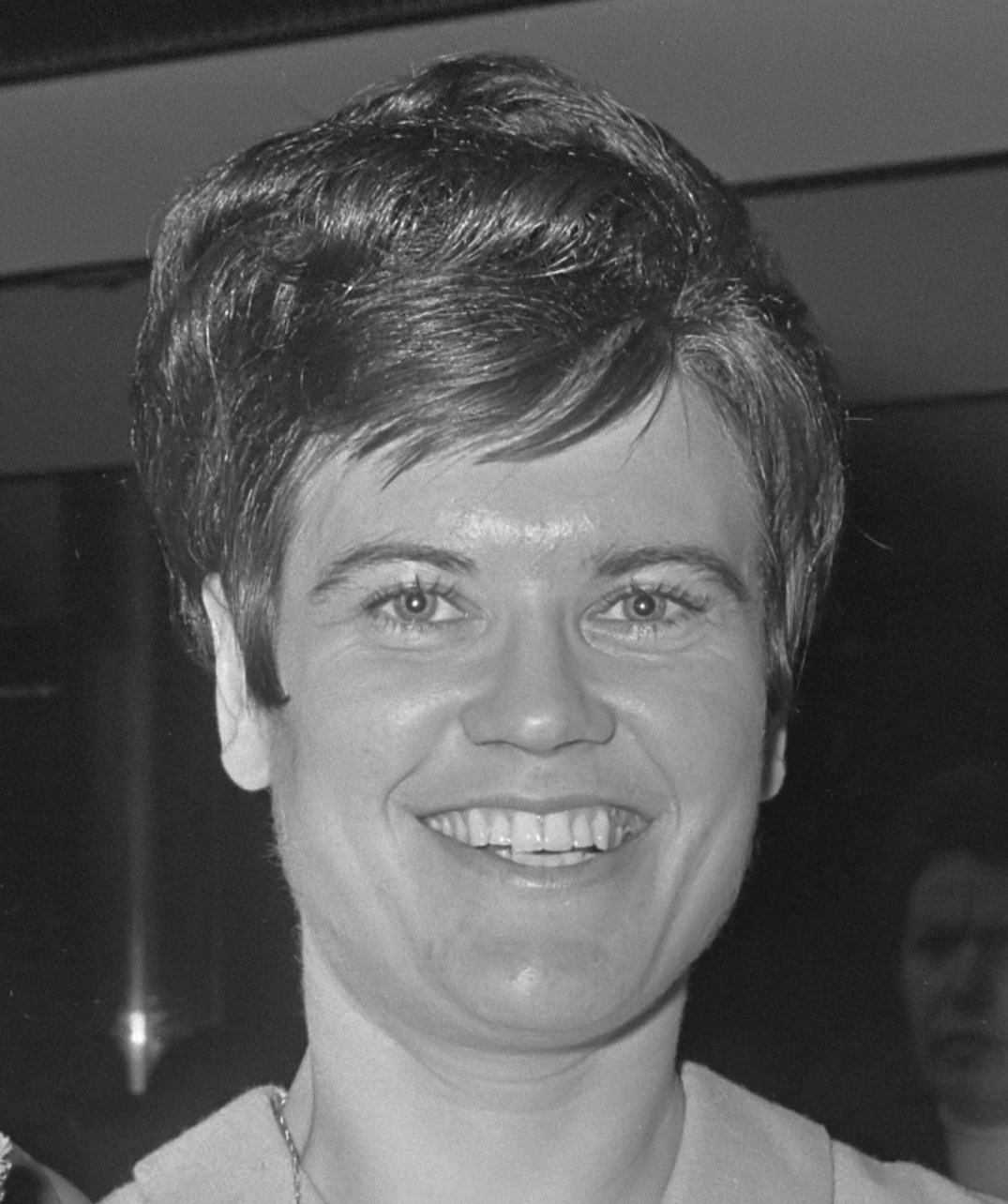
Stien Kaiser
23 juni

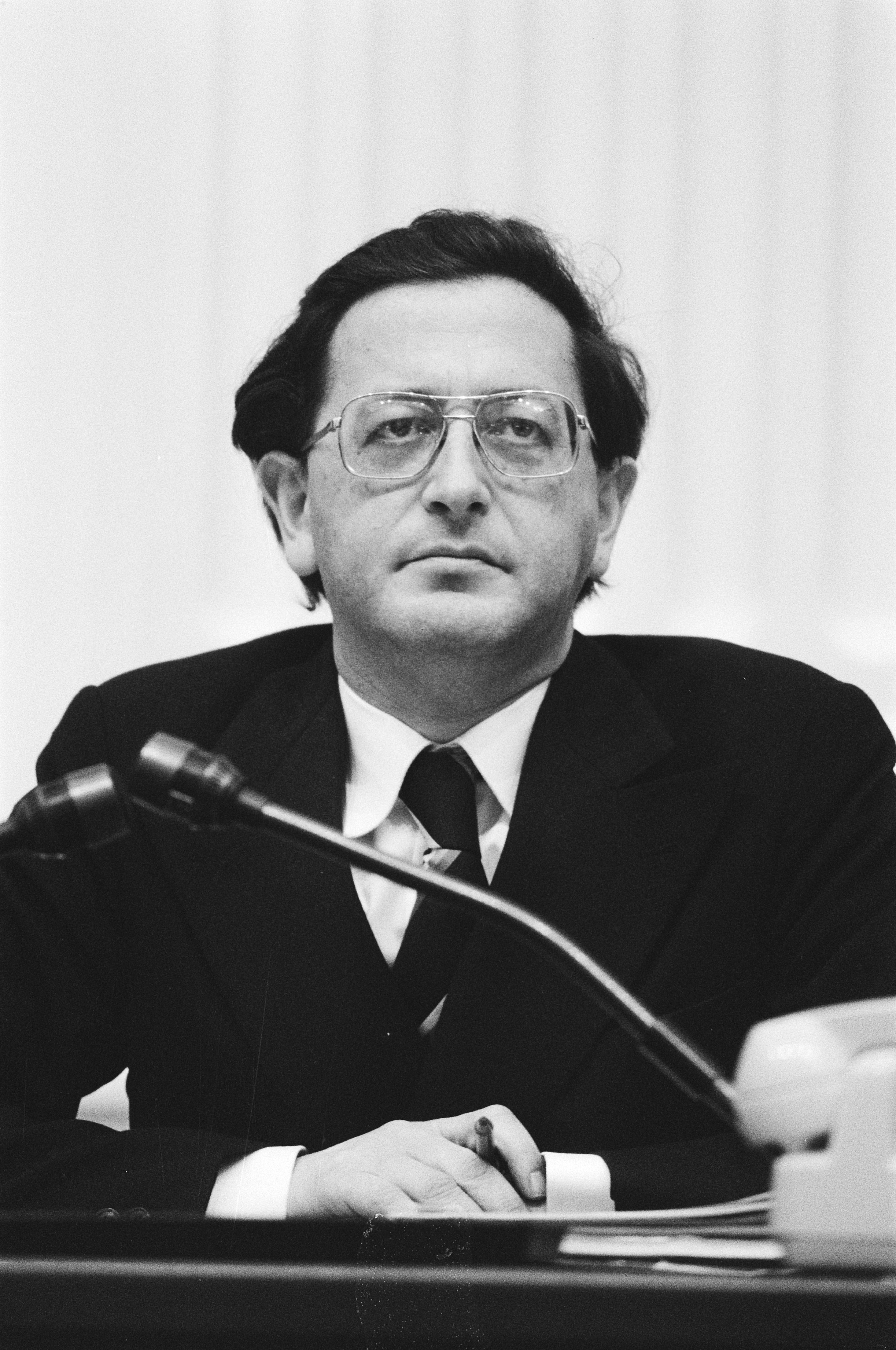
Arie Pais
25 juni

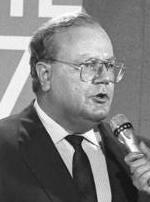
Martin Bangemann
28 juni

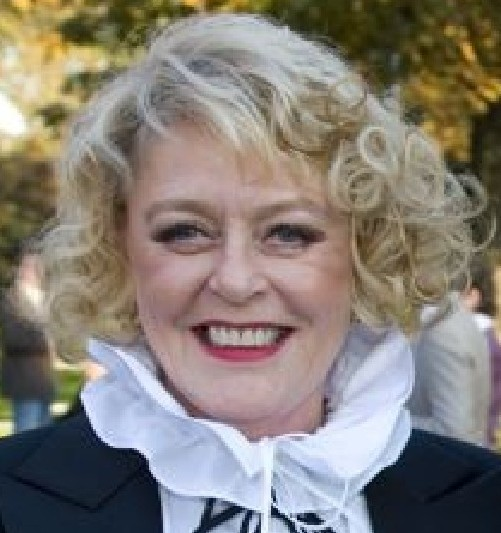
Marianne van Wijnkoop
juni

| 1 | 2 | 3 | 4 | 5 | 6 | 7 | 8 | 9 | 10 | 11 | 12 | 13 | 14 | 15 | 16 | 17 | 18 | 19 | 20 | 21 | 22 | 23 | 24 | 25 | 26 | 27 | 28 | 29 | 30 |
| - | - | - | - | - | - | - | - | - | -- | -- | -- | -- | -- | -- | -- | -- | -- | -- | -- | -- | -- | -- | -- | -- | -- | -- | -- | -- | -- |

### 1 juni
- May Routh (87), Amerikaans kledingontwerpster[1]
- Leroy Williams (81), Amerikaans jazzdrummer[2]

### 2 juni
- Kai Bumann (61), Duits dirigent[3]

### 3 juni
- Grachan Moncur III (85), Amerikaans jazztrombonist[4]

### 4 juni
- Klaus Horstmann-Czech (78), Duits beeldhouwer[5]
- Goran Sankovič (42), Sloveens voetballer[6]
- Alec John Such (70), Amerikaans basgitarist[7]

### 5 juni
- Shaun Greatbatch (52), Brits darter[8]
- Bruno Pereira (41), Braziliaans activist voor inheemse rechten[9]
- Dom Phillips (57), Brits journalist[10]
- Christopher Pratt (86), Canadees schilder[11]
- Dick Vlottes (89), Nederlands striptekenaar[12]

### 6 juni
- Brother Jed (79), Amerikaans evangelist[13]
- Valeri Rjoemin (82), Russisch ruimtevaarder[14]
- Jim Seals (80), Amerikaans zanger en musicus[15]
- Holkje van der Veer (61), Nederlands agoge, theologe en schrijfster[16]

### 7 juni
- Hans Brian (82), Nederlands rugbyspeler, bondscoach en televisiecommentator[17]
- Anne Cutler (77), Australisch psycholinguïste[18]
- Marco Luzzago (72), Italiaans ondernemer en dignitaris van de Maltezer orde[19]
- Carl van Württemberg (85), Duits ondernemer[20]

### 8 juni
- Julio Jiménez (87), Spaans wielrenner[21]
- Paula Rego (87), Portugees-Brits kunstschilderes[22]
- Aarno Turpeinen (51), Fins voetballer[23]

### 9 juni
- Billy Bingham (90), Noord-Iers voetballer en trainer[24]
- Julee Cruise (65), Amerikaans actrice en zangeres[25]
- Matt Zimmerman (87), Canadees acteur[26]

### 10 juni
- Henk Blöte (79), Nederlands natuurkundige[27]
- Klaus Scharfschwerdt (68), Duits drummer[28]
- John Wokke (69), Nederlands neuroloog[29]

### 11 juni
- Ebeltje Boekema-Hut (110), Nederlands oudste inwoner[30]
- Bernd Bransch (77), Duits voetballer[31]
- Hein Eersel (100), Surinaams taalkundige en surinamist[32]

### 12 juni
- Evert Alkema (83), Nederlands jurist[33]
- Philip Baker Hall (90), Amerikaans acteur[34]
- Gabe Baltazar (92), Amerikaans saxofonist[35]
- Roman Bunka (71), Duits muzikant en componist[36]
- Heidi Horten (81), Oostenrijks kunstverzamelaarster[37]

### 13 juni
- Franklin Anangonó (47), Ecuadoraans voetballer[38]
- Henri Garcin (94), Nederlands-Belgisch-Frans acteur[39]
- Hans Heybroek (95), Nederlands botanicus[40]
- Derk van der Horst (83), Nederlands historicus[33]
- Dick Westendorp (82), Nederlands bestuurder[33]

### 14 juni
- Albert de Booij (74), Nederlands spreker, ondernemer en politicus[41]
- Joel Whitburn (82), Amerikaans muziekonderzoeker en -publicist[42]
- Abraham Yehoshua (85), Israëlisch schrijver[43]

### 15 juni
- Jan Klijnjan (77), Nederlands voetballer[44]
- Frederick Nolan (91), Brits auteur[45]

### 16 juni
- Steinar Amundsen (76), Noors kanovaarder[46]
- Tony Bosković (89), Australisch voetbalscheidsrechter[47]
- Jan van Hemert (89), Nederlands decorontwerper[48]
- Tim Sale (66), Amerikaans striptekenaar[49]
- Tyler Sanders (18), Amerikaans acteur[50]
- Robert Schoukens (94), Belgisch atleet[51]

### 17 juni
- Hugh McElhenny (93), Amerikaans Americanfootballspeler[52]
- Jean-Louis Trintignant (91), Frans acteur[53]

### 18 juni
- Marie-Rose Gaillard (77), Belgisch wielrenster[54]
- Mare van der Woude (86), Nederlands kunstenares[55]

### 19 juni
- Gennady Burbulis (76), Russisch politicus[56]
- Wim Dik (83), Nederlands politicus en bestuurder[57]
- Uffe Ellemann-Jensen (80), Deens politicus[58]
- Jan Lokin (77), Nederlands rechtshistoricus[59]
- Brett Tuggle (70), Amerikaans songwriter, muzikant en zanger[60]

### 20 juni
- Sture Allén (93), Zweeds taalkundige[61]
- Józef Walaszczyk (102), Pools Rechtvaardige onder de Volkeren en ondernemer[62]

### 21 juni
- Christof van Basten Batenburg (64), Nederlands journalist[63]
- Birgit Pohl (68), Duits atlete[64]
- James Rado (90), Amerikaans acteur en toneelschrijver[65]
- Gerardo Clemente Vega García (82), Mexicaans generaal[66]
- Joan van der Waals (102), Nederlands natuurkundige[67][68]
- Henk van der Wende (82), Nederlands politicus[69]

### 22 juni
- Jim Bryant (93), Amerikaans zanger[70]
- Yves Coppens (87), Frans paleontoloog[71]
- Sergio Lippi (65), Argentijns voetbaltrainer[72]
- Jonny Nilsson (79), Zweeds schaatser[73]
- Jüri Tarmak (75), Estisch atleet[74]
- Hetty Verhoogt (83), Nederlands actrice[75]

### 23 juni
- Ernst Jacobi (88), Duits acteur[76]
- Stien Kaiser (84), Nederlands schaatsster[77]
- George Skene (64), Nederlands sekslijnondernemer[78]

### 24 juni
- Harry Gration (71), Brits journalist[79]

### 25 juni
- Finn Døssing (81), Deens voetballer[80]
- Lilo Kobi (92), Zwitsers zwemster[81]
- Arie Pais (92), Nederlands politicus[82]

### 26 juni
- Thue Christiansen (82), Groenlands beeldend kunstenaar en politicus[83]
- Luuk Dresen (27), Nederlands presentator en programmamaker[84]
- Mary Mara (61), Amerikaans actrice[85]
- Frank Moorhouse (83), Australisch schrijver[86]
- Frank Williams (90), Brits acteur[87]

### 27 juni
- Leonardo Del Vecchio (87), Italiaans zakenman[88]
- Michael Stenger (71), Amerikaans beveiligingsambtenaar[89]
- Joe Turkel (94), Amerikaans acteur[90]

### 28 juni
- Humphrey Anson (83), Surinaams drummer[91]
- Cüneyt Arkın (Fahrettin Cüreklibatır) (84), Turks acteur en filmregisseur[92]
- Martin Bangemann (87), Duits politicus[93][94]

### 29 juni
- Sonny Barger (83), Amerikaans Hell's Angel en schrijver[95]
- Rik Evens (95), Belgisch wielrenner[96]
- Jean Paul Libert (66), Belgisch autocoureur en ondernemer[97]

### 30 juni
- Maarten Boelen (80), Nederlands politicus[98]

### Datum onbekend
- Eric Lie (78), Surinaams taekwondoka[99]
- Roos Mohamed Rodjan (91), Surinaams zanger[100]
- Marianne van Wijnkoop (76), Nederlands actrice en castingdirector[101]
- Technoblade (23), Amerikaans youtuber[102][103]

januari ·
februari ·
maart ·
april ·
mei ·
juni ·
juli ·
augustus ·
september ·
oktober ·
november ·
december
1900 ·
1901 ·
1902 ·
1903 ·
1904 ·
1905 ·
1906 ·
1907 ·
1908 ·
1909 ·
1910 ·
1911 ·
1912 ·
1913 ·
1914 ·
1915 ·
1916 ·
1917 ·
1918 ·
1919 ·
1920 ·
1921 ·
1922 ·
1923 ·
1924 ·
1925 ·
1926 ·
1927 ·
1928 ·
1929 ·
1930 ·
1931 ·
1932 ·
1933 ·
1934 ·
1935 ·
1936 ·
1937 ·
1938 ·
1939 ·
1940 ·
1941 ·
1942 ·
1943 ·
1944 ·
1945 ·
1946 ·
1947 ·
1948 ·
1949 ·
1950 ·
1951 ·
1952 ·
1953 ·
1954 ·
1955 ·
1956 ·
1957 ·
1958 ·
1959 ·
1960 ·
1961 ·
1962 ·
1963 ·
1964 ·
1965 ·
1966 ·
1967 ·
1968 ·
1969 ·
1970 ·
1971 ·
1972 ·
1973 ·
1974 ·
1975 ·
1976 ·
1977 ·
1978 ·
1979 ·
1980 ·
1981 ·
1982 ·
1983 ·
1984 ·
1985 ·
1986 ·
1987 ·
1988 ·
1989 ·
1990 ·
1991 ·
1992 ·
1993 ·
1994 ·
1995 ·
1996 ·
1997 ·
1998 ·
1999 ·
2000 ·
2001 ·
2002 ·
2003 ·
2004 ·
2005 ·
2006 ·
2007 ·
2008 ·
2009 ·
2010 ·
2011 ·
2012 ·
2013 ·
2014 ·
2015 ·
2016 ·
2017 ·
2018 ·
2019 ·
2020 ·
2021 ·
2022 ·
2023 ·
2024 ·
2025